# Murray Balfour
Pour les articles homonymes, voir Balfour (homonymie).
 Murray Lewis Balfour  (né le 24 août 1936 à Regina en Saskatchewan, Canada - mort le 30 mai 1965 à Regina) est un joueur de hockey sur glace professionnel qui évolua dans la Ligue nationale de hockey.

## Carrière
Après quatre saisons passé au niveau junior avec les Pats de Regina de la Ligue de hockey de l'Ouest, Balfour rejoint l'organisation des Canadiens de Montréal en tant qu'agent libre en 1956. Il prend part durant cette saison à ses deux premières rencontres dans la LNH avec Montréal, jouant le reste de la saison avec leur club affilié, les Canadiens de Hull-Ottawa.
N'étant pas dans les plans à long terme de l'équipe, il passe la majorité de son séjours dans les ligues mineures et ainsi, à l'été 1959, les Canadiens l'envoient aux Black Hawks de Chicago en retour d'une somme d'argent. Balfour décroche alors un poste permanent avec l'équipe.
Lors des séries éliminatoires de 1961, les Black Hawks et Balfour affrontent les Canadiens lors de la demi-finale et ce dernier contribue grandement à la victoire de son équipe grâce à un but marqué à 12 minutes 12 secondes de la troisième prolongation de la troisième rencontre. Au terme des séries, Balfour doit regarder les Black Hawks remporter la  coupe Stanley d'un hôpital de Détroit à la suite d'une blessure subie lors de la cinquième partie opposant les Hawks aux Red Wings de Détroit.
Il est échangé aux Bruins de Boston à l'été 1964. Se plaignant d'être constamment fatigué, il est cédé à la filiale de la Ligue américaine de hockey, les Bears de Hershey. Son état de santé ne s'y améliore pas et au début février 1965, les médecins décèlent une tumeur cancéreuse incurable au poumon. Quelques semaines plus tard, à l'âge de 28 ans, Murray Balfour meurt.

## Statistiques
Pour les significations des abréviations, voir Statistiques du hockey sur glace.
| Saison     | Équipe                   | Ligue          |     | Saison régulière | Saison régulière | Saison régulière | Saison régulière | Saison régulière |    | Séries éliminatoires | Séries éliminatoires | Séries éliminatoires | Séries éliminatoires | Séries éliminatoires |
| Saison     | Équipe                   | Ligue          | PJ  | B                | A                | Pts              | Pun              | PJ               | B  | A                    | Pts                  | Pun                  |                      |                      |
| 1952-1953  | Pats de Regina           | LHJOC          | 31  | 2                | 4                | 6                | 38               | 7                | 0  | 1                    | 1                    | 10                   |                      |                      |
| 1953-1954  | Pats de Regina           | LHJOC          | 35  | 7                | 5                | 12               | 99               | 16               | 4  | 4                    | 8                    | 45                   |                      |                      |
| 1954-1955  | Pats de Regina           | LHJOC          | 38  | 10               | 16               | 26               | 156              | 12               | 7  | 4                    | 11                   | 30                   |                      |                      |
| 1955       | Pats de Regina           | Coupe Memorial | -   | -                | -                | -                | -                | 3                | 1  | 2                    | 3                    | 4                    |                      |                      |
| 1955-1956  | Pats de Regina           | LHJOC          | 34  | 24               | 18               | 42               | 104              | 10               | 7  | 5                    | 12                   | 20                   |                      |                      |
| 1956       | Pats de Regina           | Coupe Memorial | -   | -                | -                | -                | -                | 19               | 15 | 4                    | 19                   | 65                   |                      |                      |
| 1956-1957  | Canadiens de Hull-Ottawa | OHA            | 19  | 12               | 7                | 19               | 76               | -                | -  | -                    | -                    | -                    |                      |                      |
| 1956-1957  | Canadiens de Hull-Ottawa | LHQ            | 18  | 2                | 6                | 8                | 15               | -                | -  | -                    | -                    | -                    |                      |                      |
| 1956-1957  | Canadiens de Hull-Ottawa | EOHL           | 14  | 5                | 10               | 15               | 41               | -                | -  | -                    | -                    | -                    |                      |                      |
| 1957       | Canadiens de Hull-Ottawa | Coupe Memorial | -   | -                | -                | -                | -                | 15               | 5  | 12                   | 17                   | 35                   |                      |                      |
| 1956-1957  | Canadiens de Montréal    | LNH            | 2   | 0                | 0                | 0                | 2                | -                | -  | -                    | -                    | -                    |                      |                      |
| 1957-1958  | Royaux de Montréal       | LHQ            | 62  | 23               | 25               | 48               | 107              | 7                | 1  | 2                    | 3                    | 20                   |                      |                      |
| 1957-1958  | Canadiens de Montréal    | LNH            | 3   | 1                | 1                | 2                | 4                | -                | -  | -                    | -                    | -                    |                      |                      |
| 1958-1959  | Americans de Rochester   | LAH            | 67  | 14               | 23               | 37               | 181              | 1                | 0  | 0                    | 0                    | 0                    |                      |                      |
| 1959-1960  | Black Hawks de Chicago   | LNH            | 61  | 18               | 12               | 30               | 55               | 4                | 1  | 0                    | 1                    | 0                    |                      |                      |
| 1960-1961  | Black Hawks de Chicago   | LNH            | 70  | 21               | 27               | 48               | 123              | 11               | 5  | 5                    | 10                   | 14                   |                      |                      |
| 1961-1962  | Black Hawks de Chicago   | LNH            | 49  | 15               | 15               | 30               | 72               | 12               | 1  | 1                    | 2                    | 15                   |                      |                      |
| 1962-1963  | Black Hawks de Chicago   | LNH            | 65  | 10               | 23               | 33               | 75               | 6                | 0  | 2                    | 2                    | 12                   |                      |                      |
| 1963-1964  | Black Hawks de Chicago   | LNH            | 41  | 2                | 12               | 14               | 36               | 7                | 2  | 2                    | 4                    | 4                    |                      |                      |
| 1964-1965  | Bruins de Boston         | LNH            | 15  | 0                | 2                | 2                | 26               | -                | -  | -                    | -                    | -                    |                      |                      |
| 1964-1965  | Bears de Hershey         | LAH            | 31  | 10               | 8                | 18               | 36               | -                | -  | -                    | -                    | -                    |                      |                      |
| Totaux LNH | Totaux LNH               | Totaux LNH     | 306 | 67               | 90               | 157              | 393              | 40               | 9  | 10                   | 19                   | 45                   |                      |                      |

## Honneurs et trophées
Ligue nationale de hockey
- Vainqueur de la Coupe Stanley avec les Black Hawks en 1961.

### Transactions
- été 1956 ; signe avec les Canadiens de Montréal à titre d'agent libre.
- 9 juin 1959 ; échangé par les Canadiens aux Black Hawks de Chicago en retour d'une somme d'argent.
- 9 juin 1964 ; échangé par les Black Hawks avec Mike Draper aux Bruins de Boston en retour de Matt Ravlich et Jerry Toppazzini.
- 5 février 1965 ; se retira de la compétition à la suite du diagnostic d'un cancer du poumon.